# Centrul Euro-Atlantic pentru Reziliență
Centrul Euro-Atlantic pentru Reziliență (E-ARC) este un centru de excelență în domeniul rezilienței, partener al NATO și UE, care acționează în beneficiul acestor organizații, precum și al statelor membre sau partenere.
Centrul, cu sediul în România, își desfășoară activitatea în sensul obiectivelor UE și NATO în domeniul rezilienței, fără a fi subordonată direct vreuneia dintre aceste instituții (similar cu modul de funcționare al Hybrid Centre of Excellence de la Helsinki). În acest fel, E-ARC poate oferi expertiză și statelor din zona Mării Negre care nu sunt membre UE sau NATO (Republica Moldova, Ucraina, Georgia ș.a.). Conform Hotărârii de Guvern 565 din 19 mai 2021, misiunea E-ARC este de a dezvolta concepte, doctrine și metodologii în domeniul rezilienței, de a oferi cursuri de pregătire și de a oferi o platformă pentru transferul de expertiză între sectorul guvernamental, cel privat, societatea civilă și mediul universitar. E-ARC nu este o autoritate națională pentru reziliență și nu are responsabilități operative. Experții Centrului oferă cursuri privind consolidarea rezilienței pentru oficiali ai guvernelor din statele membre UE și partenere, precum și pentru diplomați români și străini (până în prezent, cursurile au privit reziliența societală, reziliența infrastructurii de transport și reziliența sistemelor de comunicații).
Produsele activității Centrului constau în analize, alerte de reziliență, conferințe, seminarii, sesiuni de pregătire și formare, webinare, vloguri și altele. Documentele neclasificate sunt publicate pe pagina oficială a Centrului. E-ARC organizează în mod constant evenimente publice (conferințe, seminarii, mese rotunde etc.) pentru a reuni cei mai relevanți actori în domeniul rezilienței și a crește nivelul de conștientizare a publicului asupra acestui domeniu. Cele mai importante evenimente organizate anual de E-ARC sunt: Resilience Dome TTX, Outlook on Resilience International Conference, Euro-Atlantic Resilience Forum. Centrul este implicat, de asemenea, în proiecte europene care vizează reziliența.
E-ARC este un proiect care a operează în sprijinul Alianței Nord-Atlantice, al Uniunii Europene și al partenerilor internaționali. Decizia de creare a Centrului este motivată de nevoia de a răspunde la provocările existente, de la tehnologiile emergente și perturbatoare la crizele complexe și necesitatea asigurării continuității guvernării și a serviciilor esențiale.                                                                   
Centrul are la baza declarația comună pe care liderii NATO au făcut-o în cadrul summitului de la Varșovia, din 2016. 